# Buenavista (Quindío)
Buenavista è un comune della Colombia facente parte del dipartimento di Quindío.
L'abitato venne fondato da un gruppo di coloni guidato da José Jesús Jiménez Yépez nel 1928.